# عكدة المجرال (السياني)

تعديل مصدري - تعديل

عكدة المجرال محلة تابعة لقرية ذي الحبر، التابعة لعزلة الهادس بمديرية السياني إحدى مديريات محافظة إب في الجمهورية اليمنية.، بلغ تعداد سكانها 41 حسب تعداد اليمن لعام 2004.